# Santo Domingo (Nueva Écija)
Santo Domingo (Bayan ng Santo Domingo - Municipality of Santo Domingo) es un municipio filipino de tercera categoría, situado en la parte central de la isla de Luzón. Forma parte del Primer Distrito Electoral de la provincia de Nueva Écija situada en la Región Administrativa de Luzón Central, también denominada Región III.

## Geografía
Situado en el centro de la provincia, su término linda al norte con la ciudad de Muño; al sur  con el municipio de Aliaga; al este con el de Talavera; y al oeste con los de San Juan de Guimba y de Quezón.

### Barangays
El municipio  de Santo Domingo  se divide, a los efectos administrativos, en 24 barangayes o barrios, conforme a la siguiente relación:
| - Baloc - Buasao - Burgos - Cabugao - Casulucán - Comitang | - Concepción - Dolores - General Luna - Hulo - Mabini - Malasín | - Malayantoc - Mambarao - Población - Pook Malaya - Pulong Buli - Sagaba | - San Agustín - San Fabián - San Francisco - San Pascual - Santa Rita - Santo Rosario |  |

## Historia
Durante el último cuarto del siglo XVII llegan a este territorio gentes procedentes de  Ilocos y Bulacán. Lo bautizaron como Pulong Bul, siendo su santo patrón el burgalés Domingo de Guzmán.
Aunque el asentamiento se convirtió en municipio, en 1903, durante la ocupación estadounidense de Filipinas, fue degradado a un simple barangay de Talavera.
Años después recobra a situación política de municipio.

## Apellidos
Son descendientes de los fundadores del lugar los Alejos, Juanes, Samatras, Salamanca, Andreses, Pascual3s y Tomases.

## Patrimonio

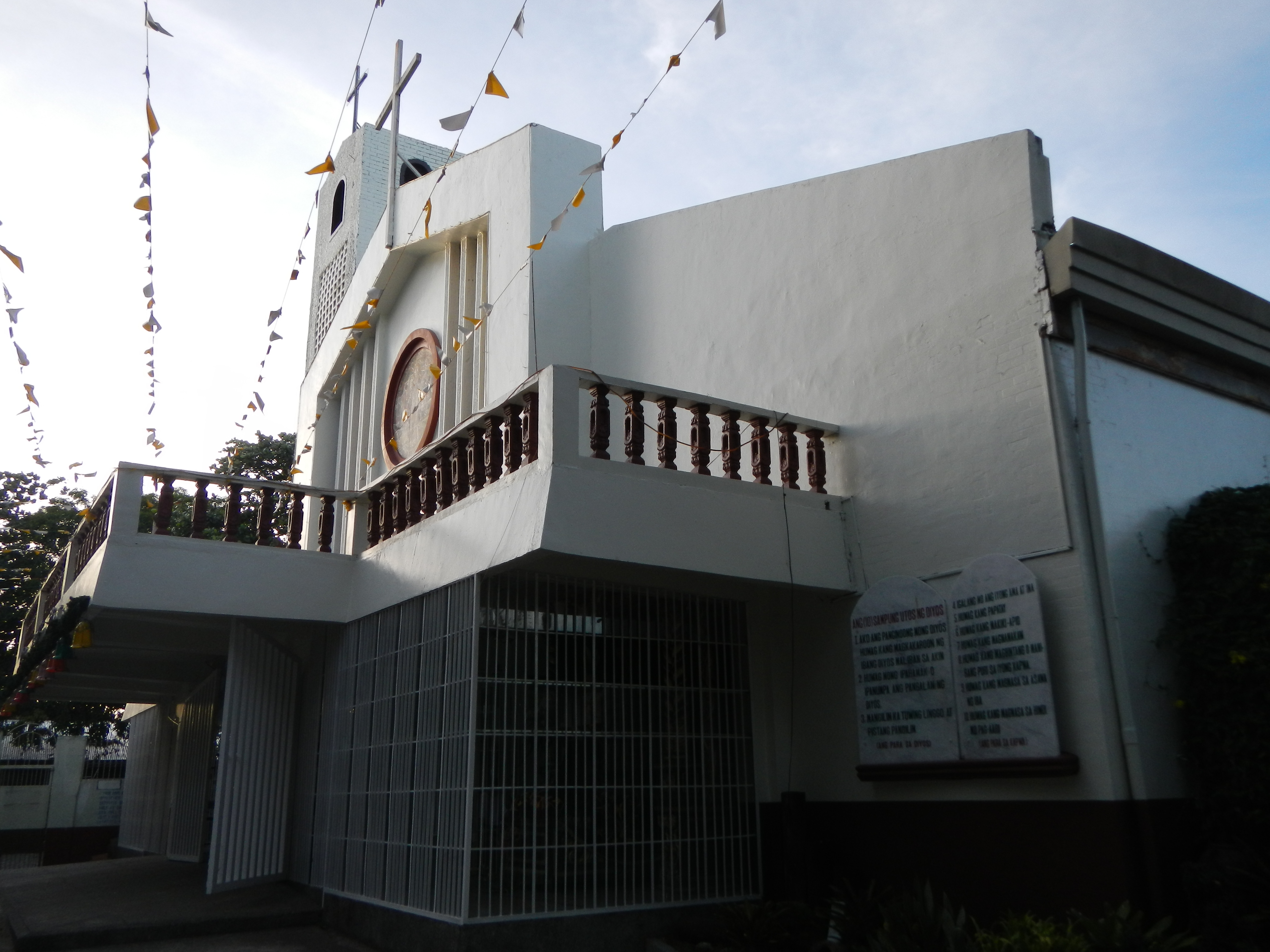
Iglesia de la Santo Domingo de Guzmán.

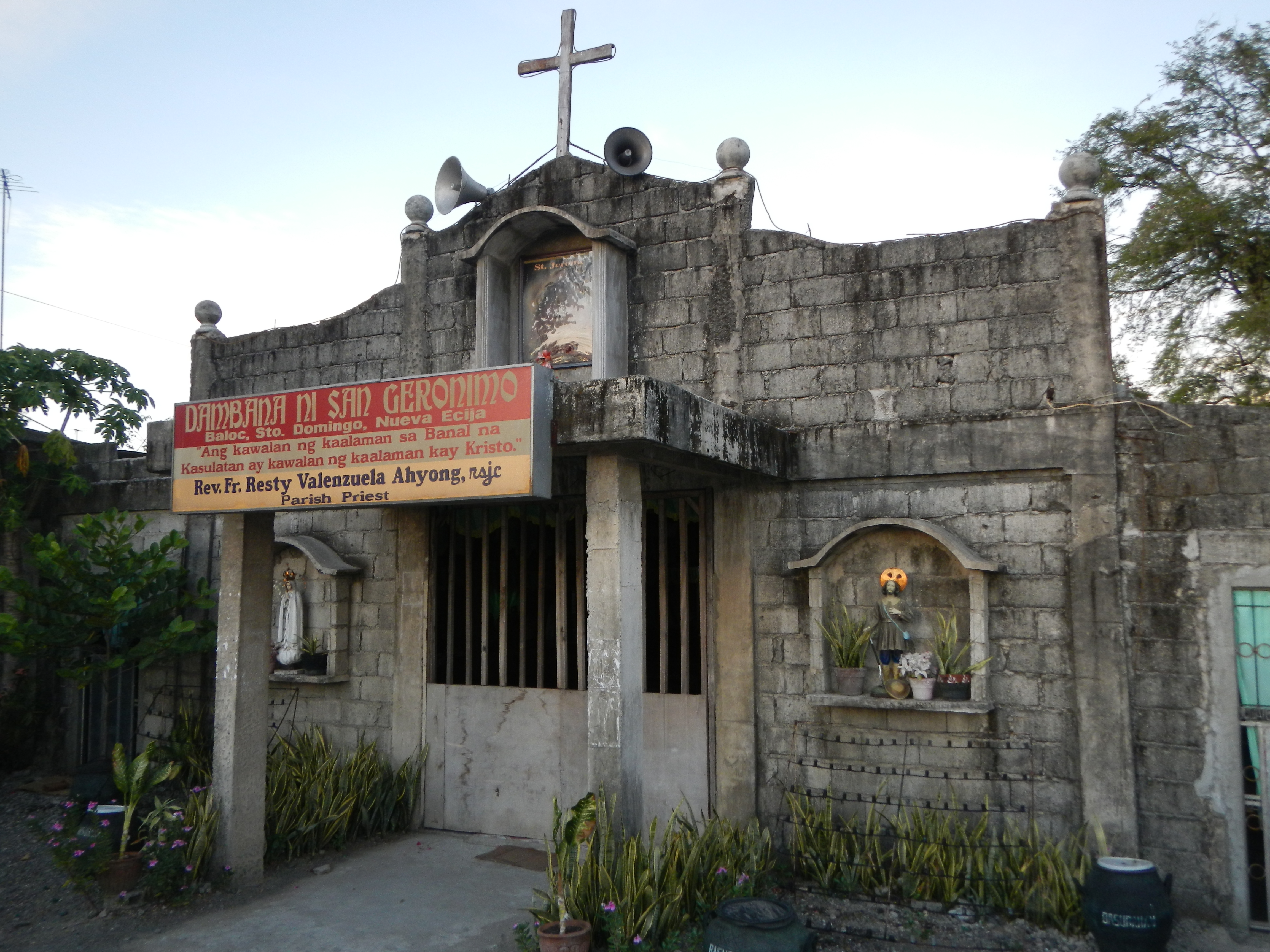
Dambana de San Jerónimo.

- Iglesia parroquial católica bajo la advocación de Santo Domingo de Guzmán, la parroquia data del año 1896.

Forma parte de la Diócesis de San José en las Islas Filipinas en la provincia Eclesiástica de Lingayén-Dagupán.
- Iglesia parroquial católica bajo la advocación de San Jerónimo en el barrio de  Baloc.